# Mosca bianca (espressione)
Una mosca bianca è, secondo una comune metafora della lingua italiana, una persona o un oggetto con caratteristiche particolari rispetto ai suoi simili, che lo rendono un caso estremamente raro. La metafora viene anche usata con una specifica connotazione positiva, a indicare che il soggetto è un caso raro per le qualità o i pregi che possiede, all'opposto dell'espressione "pecora nera" che invece ha una connotazione negativa.
L'espressione si riferisce al fatto che le mosche comuni sono nere o di colore scuro, e vederne una bianca sarebbe un fatto straordinario.

## Altre lingue
Si incontrano frequentemente espressioni analoghe con lo stesso significato nelle altre lingue, ad esempio lo spagnolo perro verde ("cane verde"), il francese mouton à cinq pattes ("pecora a cinque zampe"), il tedesco weißer Rabe ("corvo bianco"), l'inglese black swan ("cigno nero").

## Espressioni simili
In italiano vengono usate altre espressioni simili nel concetto. Una è "più unico che raro". Si prende anche a prestito l'espressione latina rara avis ("uccello raro").